# Demons of the Night
Demons of the Night è l'unico EP della band black/power metal neozelandese Demoniac, pubblicato a novembre del 1999 per la Osmose Productions.

## Tracce
Lato A
1. Night Demons – 0:58
2. Demons of the Night – 5:04

Lato B
1. Red Light II (1999 Goatlord Version) – 4:27
2. Kill All the Faggots (Death Squad Anthem) – 5:01

## Formazione
- Lindsay Dawson - basso e voce
- Sam Totman - chitarra
- Herman Li - chitarra
- Matej Setinc - batteria